# Iwan Pican
Iwan Ihorowycz Pican, ukr. Іван Ігорович Піцан (ur. 19 stycznia 1990, w Kałuszu, w obwodzie iwanofrankowskim) – ukraiński piłkarz, grający na pozycji bramkarza.

## Kariera piłkarska

### Kariera klubowa
Wychowanek SDJuSzOR Kałusz oraz UFK Lwów, barwy których bronił w juniorskich mistrzostwach Ukrainy (DJuFL). Karierę piłkarską rozpoczął 3 sierpnia 2007 w składzie drugiej drużyny Karpat Lwów. Potem występował na zasadach wypożyczenia w amatorskim zespole FK Sambor, Prykarpattia Iwano-Frankiwsk i FK Lwów. 28 grudnia 2012 podpisał kontrakt z gruzińskim Dinamem Batumi. W 2014 przeniósł się do Stali Ałczewsk, a w 2015 do Stali Dnieprodzierżyńsk. W sezonie 2015/16 bronił barw klubu Obołoń-Browar Kijów. W 2018 został piłkarzem Prykarpattia Iwano-Frankiwsk.